# Усково (Шарканський район)
У́сково (рос. Усково) — присілок у складі Шарканського району Удмуртії, Росія.

## Населення
Населення — 38 осіб (2010; 53 у 2002).
Національний склад станом на 2002:
- удмурти — 72 %
- росіяни — 26 %

## Урбаноніми[3]
- вулиці — Радянська